# Kecamatan Bontang Utara
Kecamatan Bontang Utara är ett distrikt i Indonesien.   Det ligger i provinsen Kalimantan Timur, i den norra delen av landet, 1 400 km nordost om huvudstaden Jakarta.